# Saladino Saladini Pilastri (1846-1923)
Saladino Saladini Pilastri (Cesena, 27 giugno 1846 – Cesena, 29 agosto 1923) è stato un politico italiano.

## Biografia
Fu Deputato del Regno d'Italia per tre legislature e Commissario regio di Padova.
Fu senatore del Regno d'Italia nella XVI legislatura, prefetto a Padova e a Messina.
Massone, nel 1895 fu affiliato alla Loggia "Propaganda Massonica" di Roma.
Il suo omonimo padre era stato anch'egli Deputato.